# エートハイム
エートハイム (ドイツ語: Oedheim) は、ドイツ連邦共和国バーデン＝ヴュルテンベルク州ハイルブロン郡に属す町村（以下、本項では便宜上「町」と記述する）。この町はシュトゥットガルト大都市圏の周縁部に位置する。

## 地理

### 位置

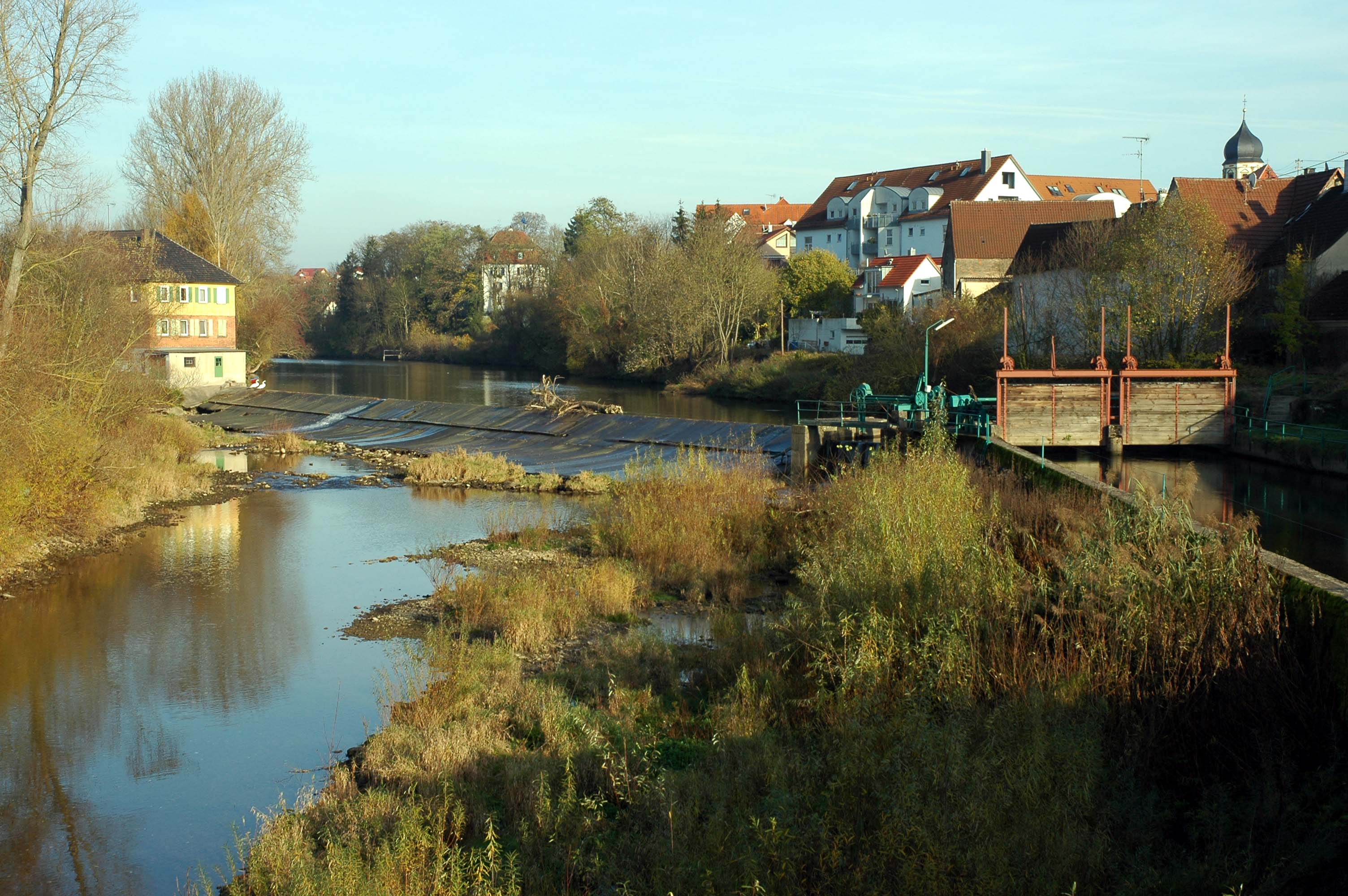
コッハー川の橋から堰を望む

エートハイムは、ハイルブロン郡北部のコッハー川沿いに位置する。

### 隣接する市町村
エートハイムに隣接する市町村は、南から時計回りに、ネッカーズルム、バート・フリードリヒスハル、ノイエンシュタット・アム・コッハーで、いずれもハイルブロン郡に属す。エートハイムは、バート・フリードリヒスハルとオッフェナウとともに行政共同体を形成している。

### 自治体の構成
エートハイムは、エートハイム地区とデグマルン地区の2つの地区から成る。これらは、1971年7月1日合併した。これらには、1851年に合併した大農場のヴィーレンバッハとラウテンバッハおよび小集落のファルケンシュタインとグロレンホーフが含まれる。

## 歴史

### エートハイム
エートハイムは、1235年に "Odehein" として文献上で話題となっている。1335年まではヴァインスベルク家に属したが、その後、マインツ選帝侯に売却された。1484年から1806年まではドイツ騎士団領であったが、騎士団領の陪臣化によりヴュルテンベルク王国領となった。
1937年にドイツ空軍は、村の南に航空基地を設けた。第二次世界大戦の際は、この基地からフランスへの攻撃が行われていた。このため、戦争末期には、甚大な被害を受け、全土の約半分が犠牲となった。

### デグマルン
デグマルンは、1319年に "Degmaringen" として初めて文献上で言及されている。この村も15世紀にドイツ騎士団領となり、17世紀までレーエンとしてベルリヒンゲン家、ヴァインスベルク家、シェーンタール修道院がこの地を治めた。1806年の騎士団領の陪臣化によりヴュルテンベルク王国領となった。
1904年の大火で、村の中心部にあった多くの歴史的家屋が失われた。1910年にも再び火災が起きて多くの倉庫などが焼け落ちた。1945年4月の第二次大戦末期の戦闘でも村は大きな被害を受けた（村役場、72軒中39軒の民家、71軒中69軒の会社や企業の建物が破壊され、教会、学校、パン焼き窯の小屋が甚大な被害を受けた）。1952年と1957年に新しい学校と村役場が建設された。1961年の人口は約520人であった。1971年7月1日にデグマルンはエートハイムと合併した。この地区の2004年7月現在の人口は約800人である。

### 宗教
エートハイムにはカトリックの聖マウリティウス教会と、プロテスタントのバート・フリードリヒスハル＝コッヒェンドルフ教区に属すキリスト教会がある。デグマルンには、カトリックの聖パンクラティウス教会がある。

## 行政

### 議会
エートハイムの議会は19議席からなる。これに議長を務める首長が加わる。

### 紋章と旗
図柄: 紋章の基部は青地で左向き（向かって右向き）に横たわる銀の魚。その上は、分割線から赤い服を着て赤い帽子を被った人物が描かれており、その両手は黒い矢先を上に向けて矢を握っている。
旗は、赤 - 白である。
エートハイムの町役場に飾られた1600年作製の紋章の石版は、2つの紋章を示している。それは、銀地に両手に矢を持った赤い服の人物と赤地に銀の鋤箆である。人物の意味は分かっていない。やがて2つの紋章は、紋章基部に鋤箆が描かれる形で組み合わされた。1930年から鋤箆は、鋤に置き換えられ、さらに1952年に（明らかに勘違いから）魚に置き換えられた。魚はコッハー川を示唆するものとして受け容れられた。紋章と旗は、1953年8月17日にバーデン＝ヴュルテンベルク州当局の認可を得て正式に採用された。

### 友好都市
- デーゲルフォシュ（スウェーデン、オレブロ県）

## 文化と見所

### エートハイム
- 町役場: 1592年から1600年に、ドイツ騎士団の役所として建造された。第二次世界大戦で破壊された後、1954年に再建された。1600年作の騎士団の紋章が飾られている。
- 未亡人の家: 16世紀にウルリヒ・カプラー・フォン・エートハイムにより建設された。
- マウリティウス教会
- ボイツェン城: カプラー男爵により、コッハー川の堤の斜面に建造された。カプラーはこの城館に1652年製のゲンミンゲン家の紋章を飾った。

Oedheim
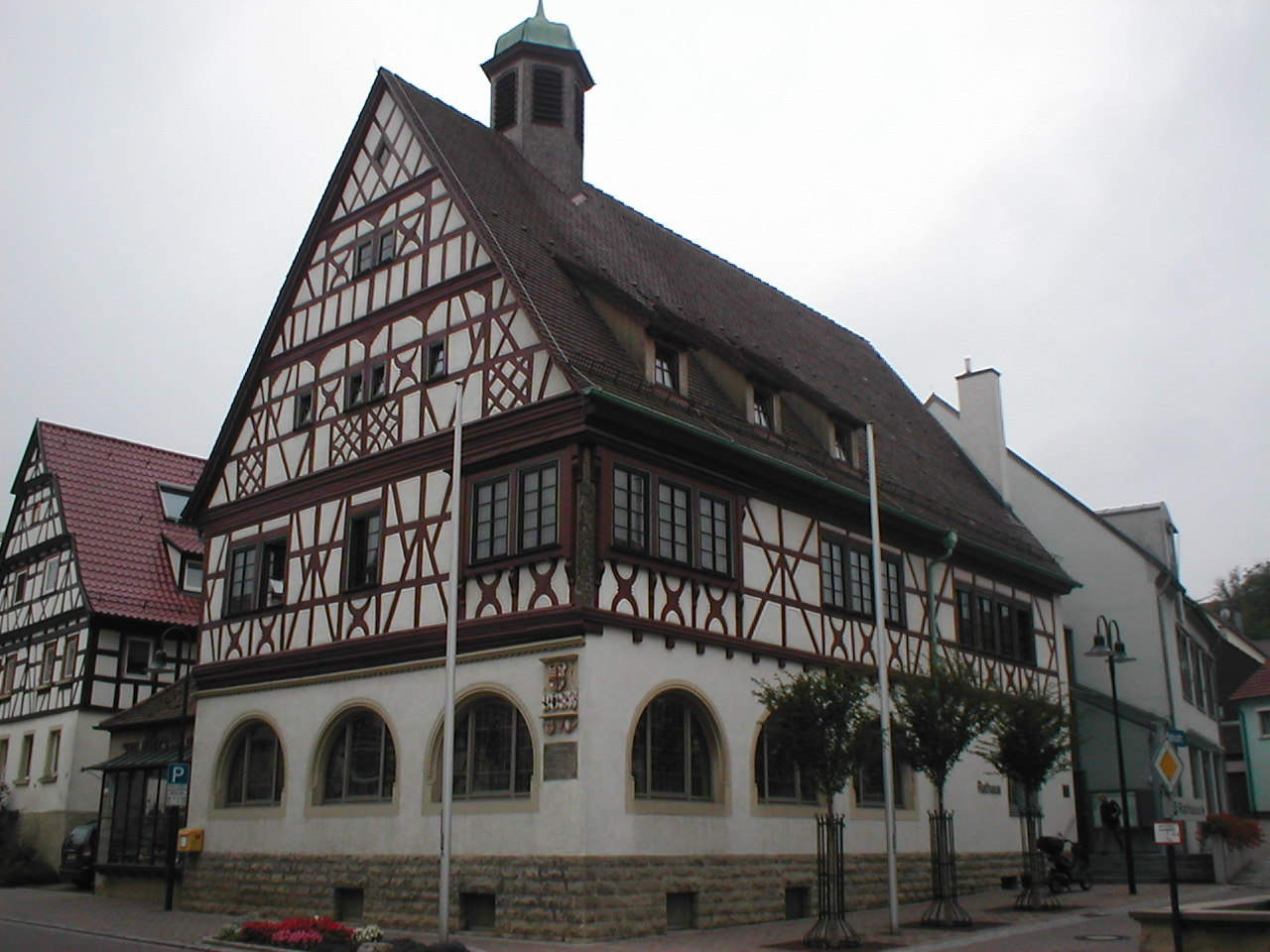
町役場
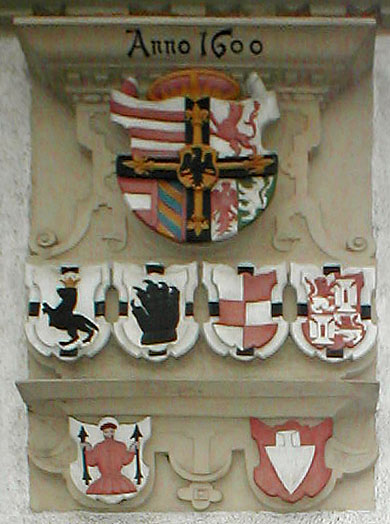
町役場のドイツ騎士団の紋章
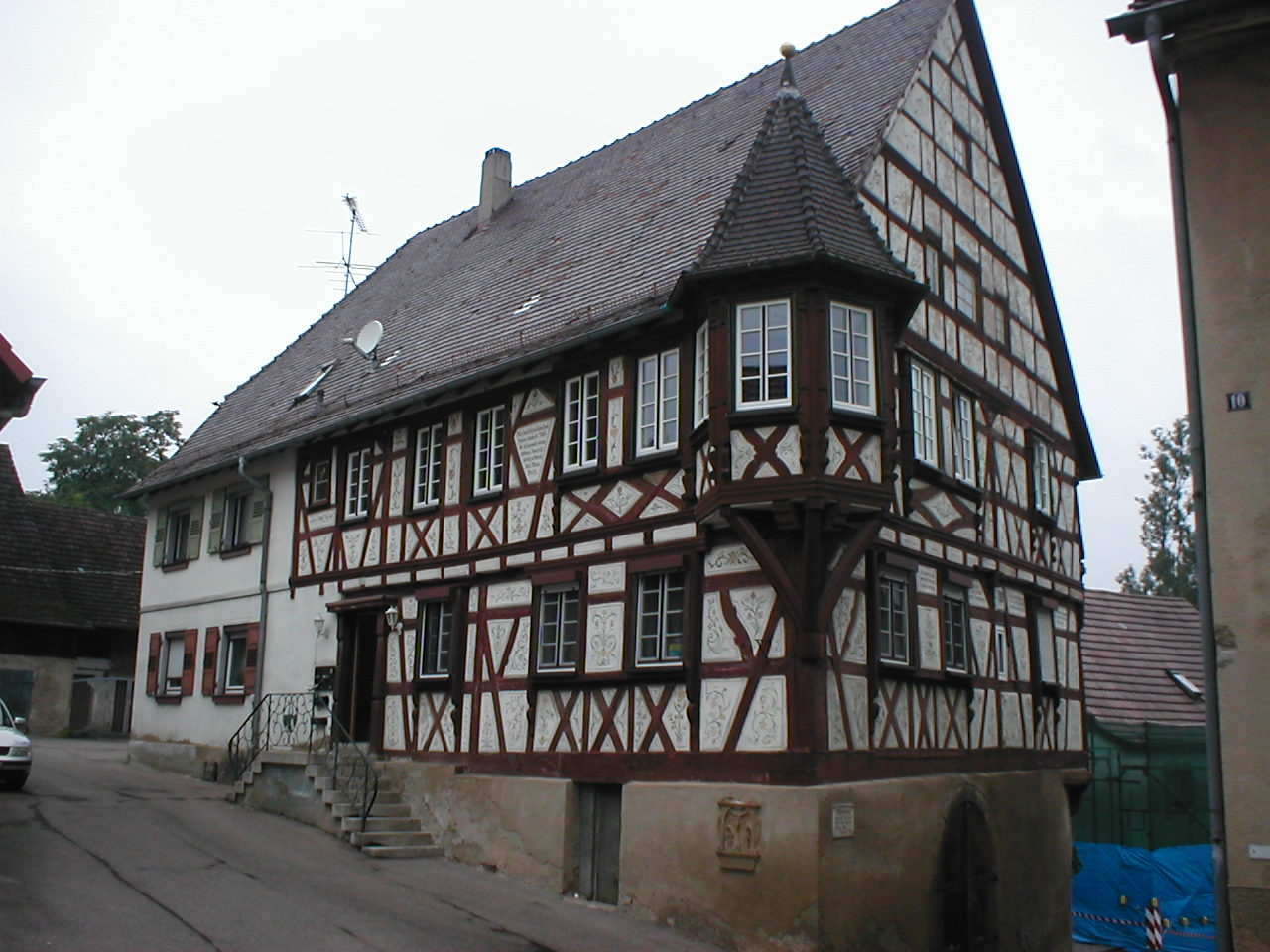
未亡人の家
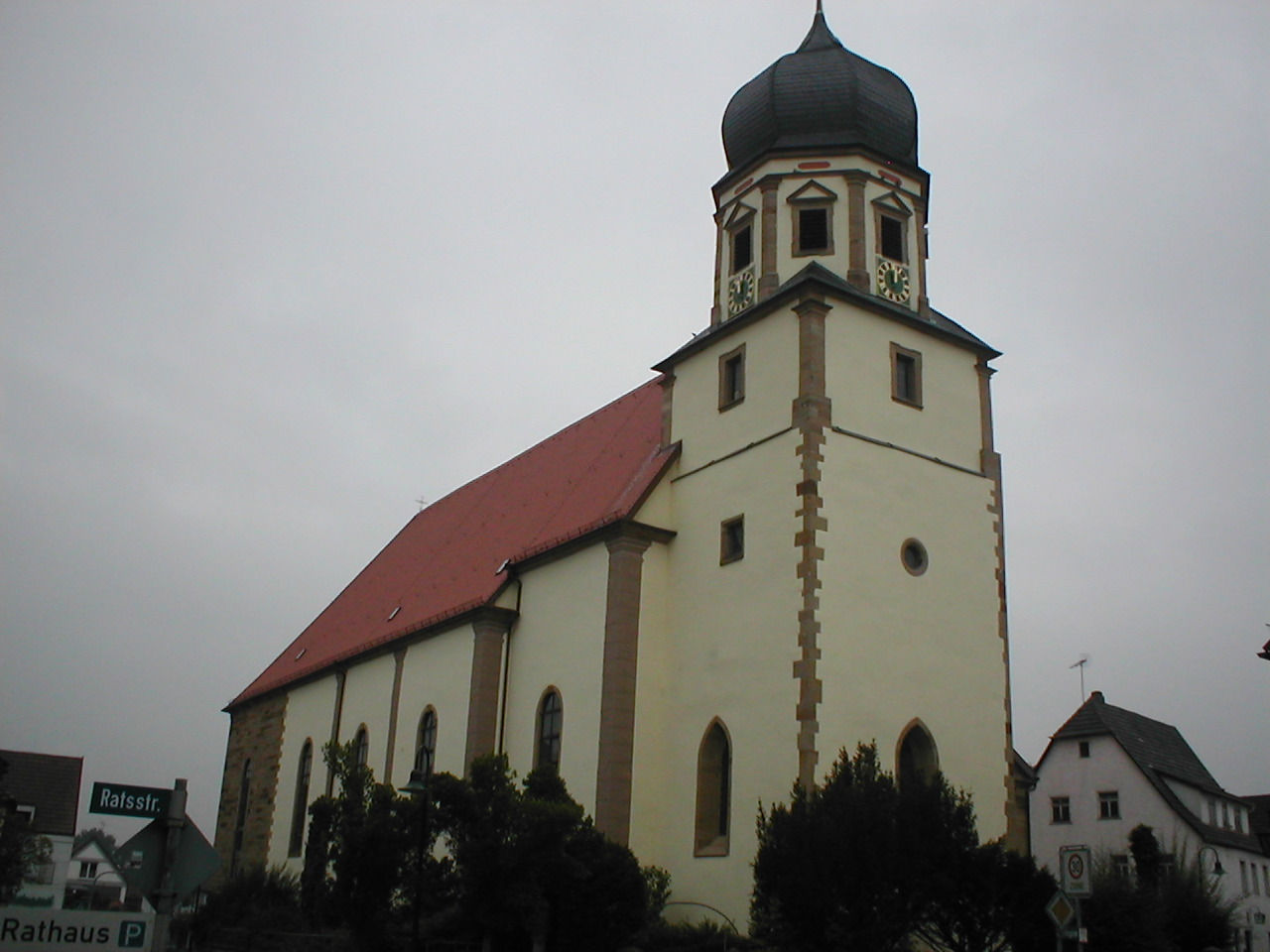
マウリティウス教会
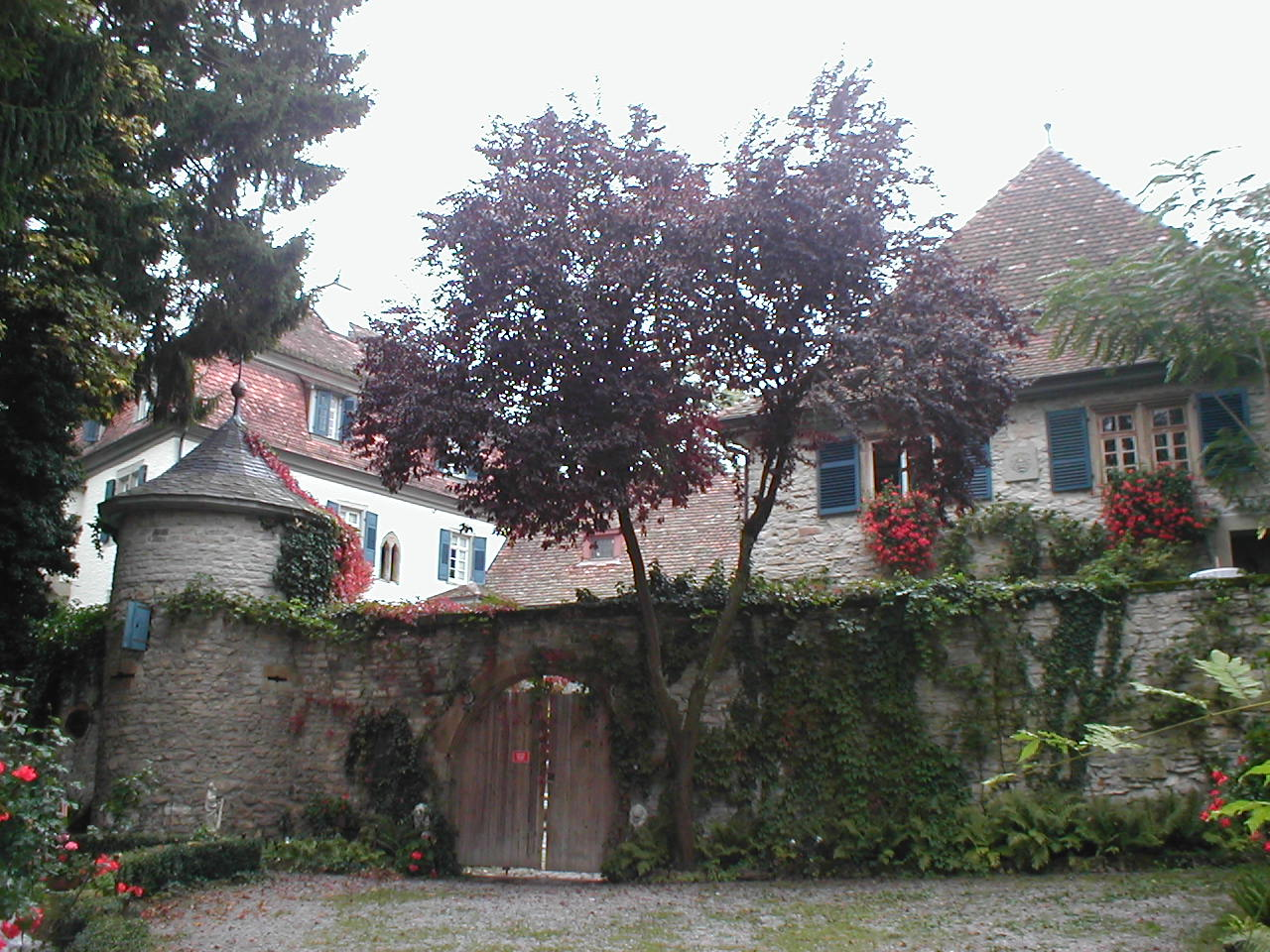
バウツェン城
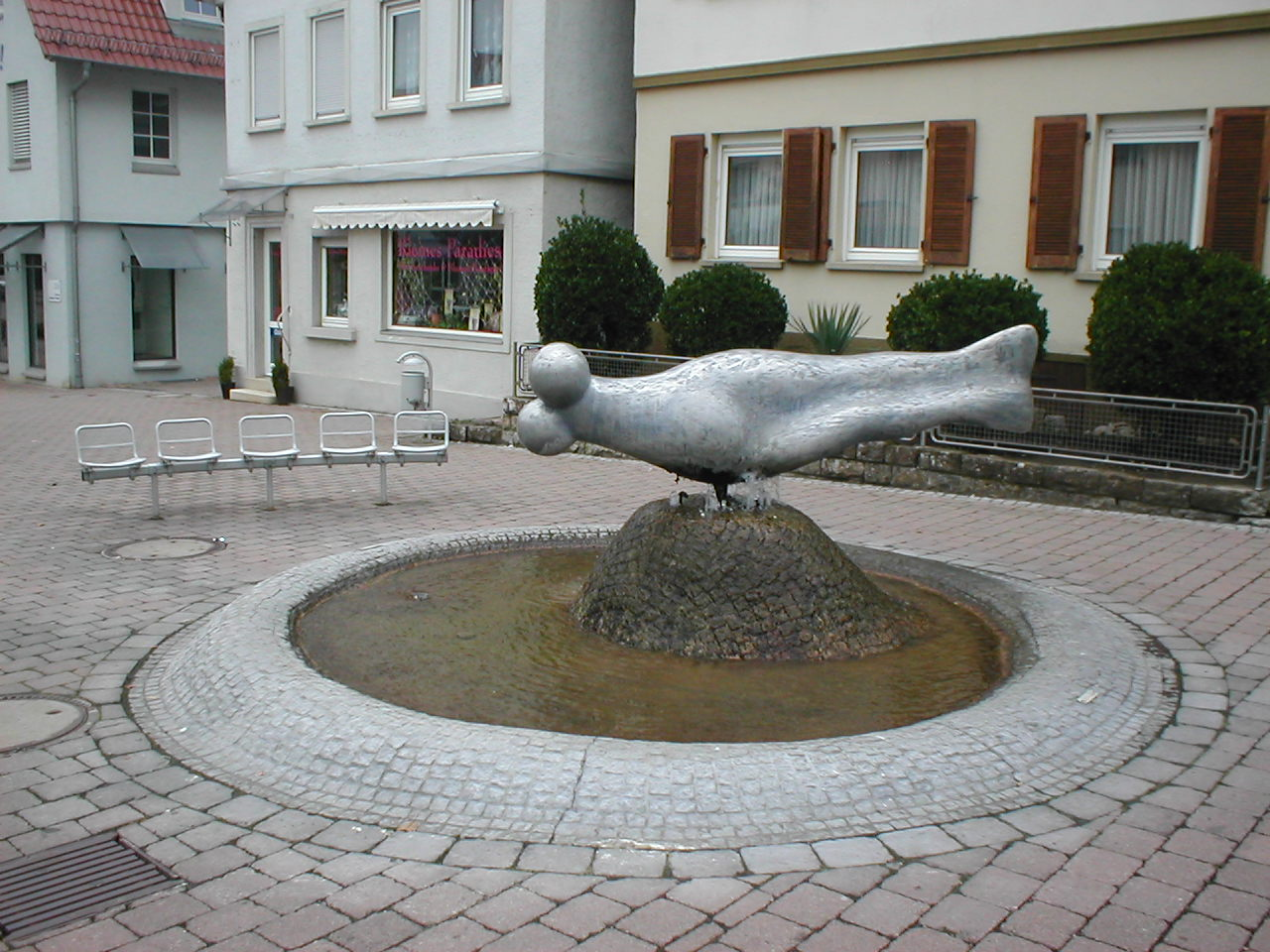
マルクト広場の „Fischfräulein“ （魚娘）の泉

### デグマルン
- 聖パンクラティウス教区教会: 1723年にドイツ騎士団により建設された。
- 学校: 1764年にドイツ騎士団により建設され、1792年から司祭館として用いられた。
- バックハウス（パン焼き窯の小屋）: 1900年頃に建設され、1982年に修復された。
- 村役場: 1958年

Degmarn
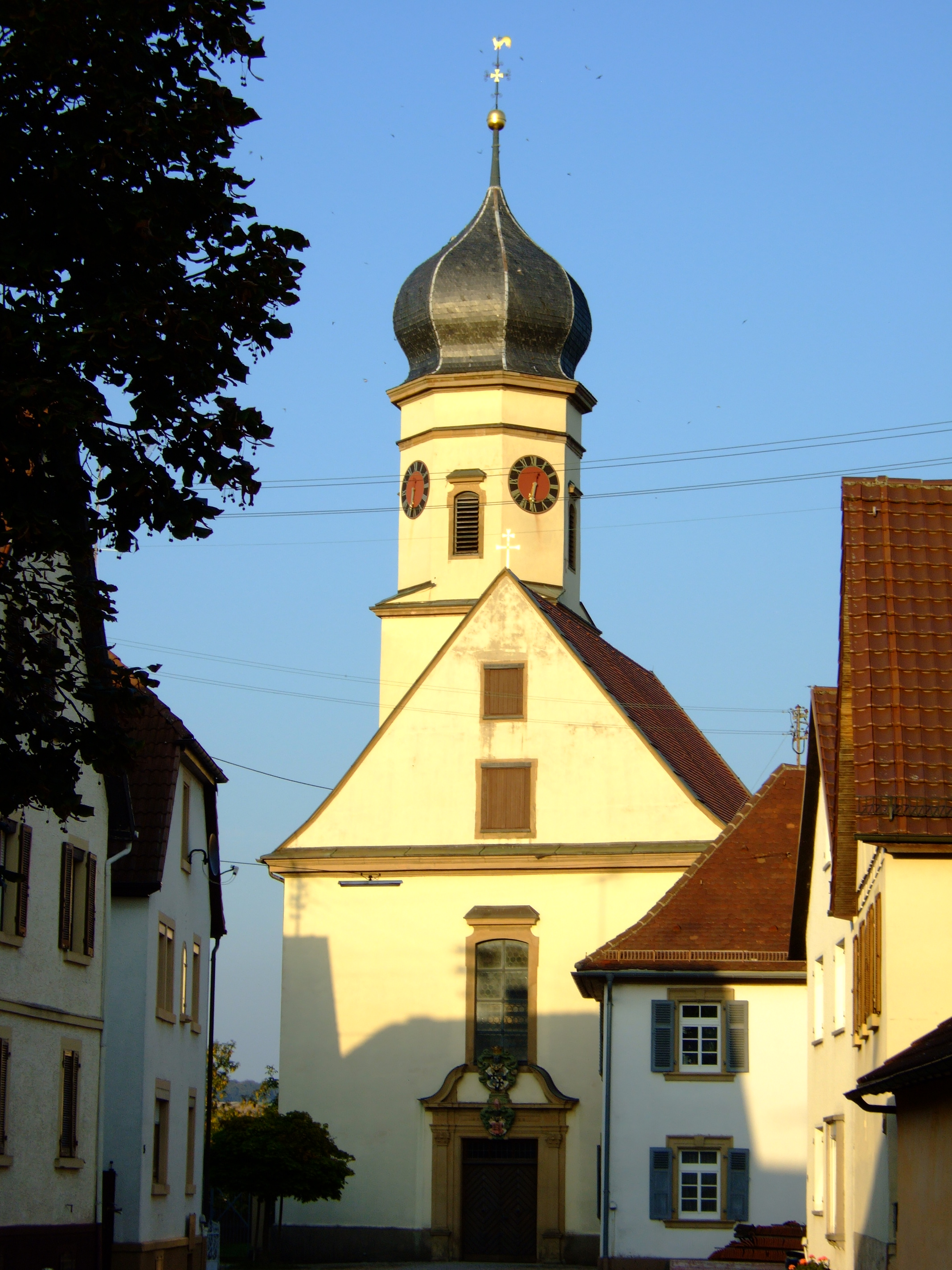
聖パンクラティウス教会西面、右手に司祭館が見える。
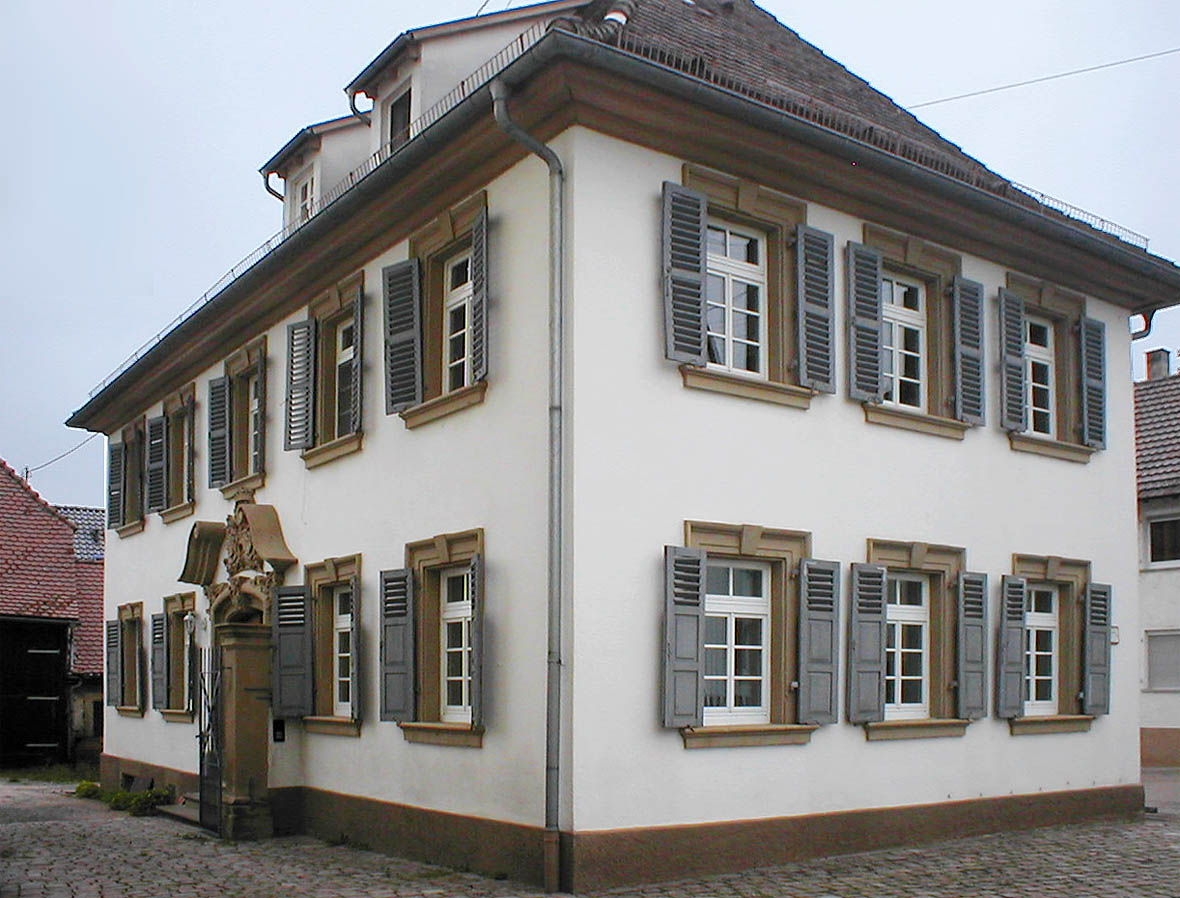
1764年の学校
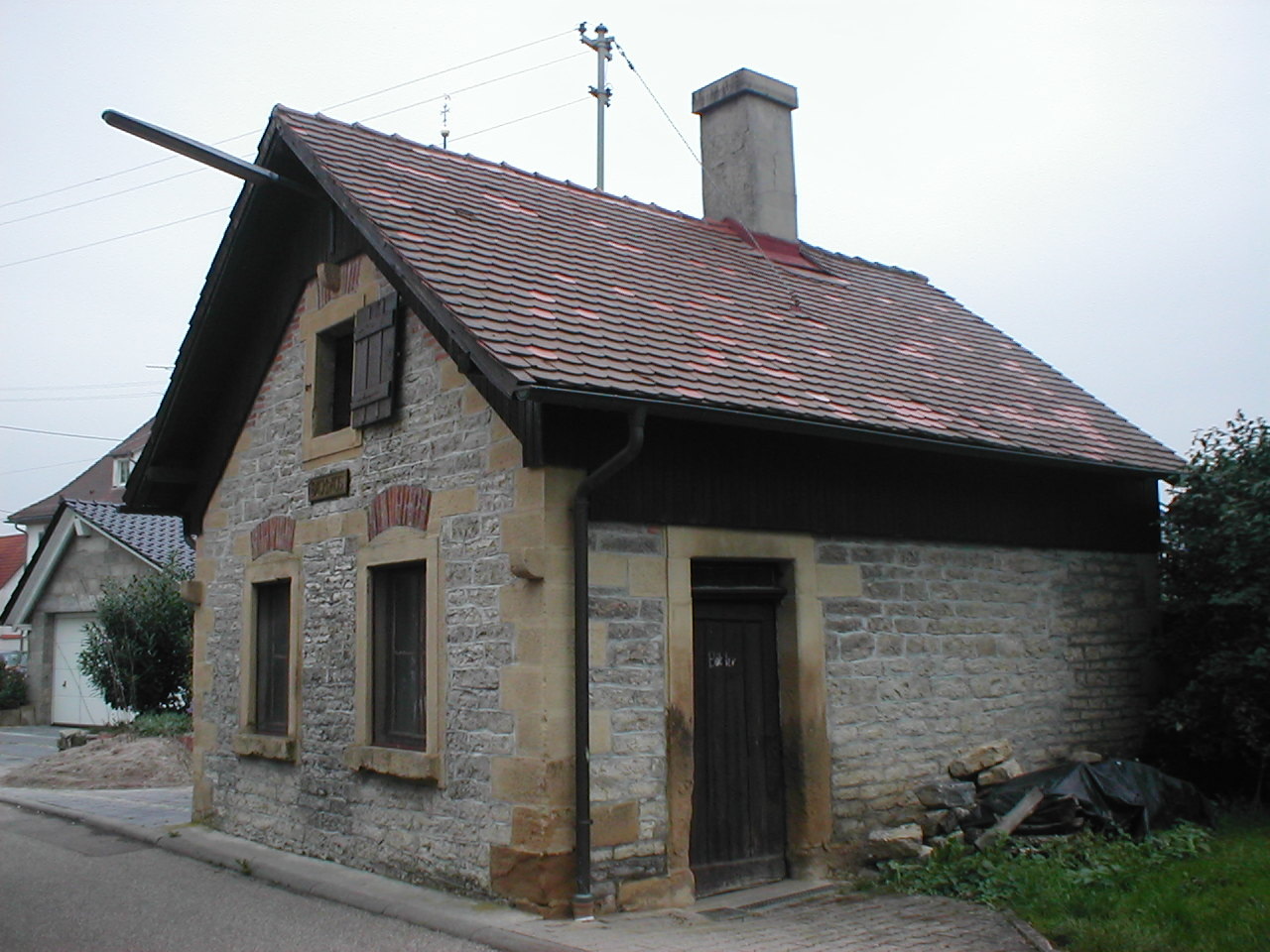
バックハウス
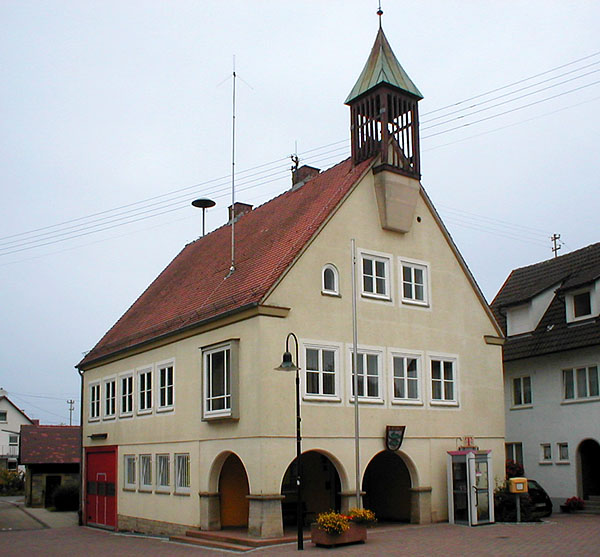
村役場

## 経済と社会資本
エートハイムは、ヴュルテンベルク・ワインのヴュルテンベルク・ウンターラント地方カイベルク大地区に属すワイン町である。

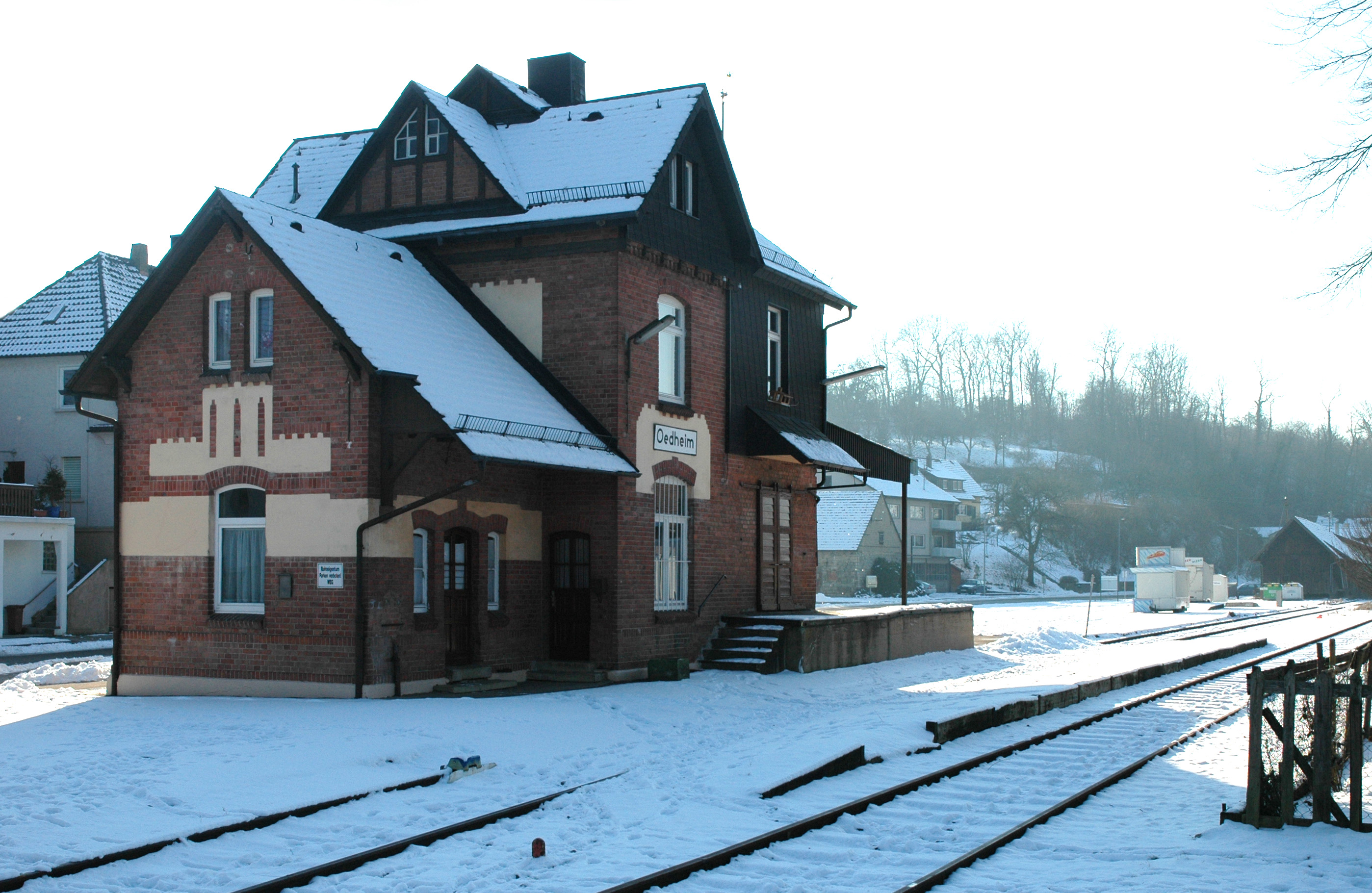
2006年1月29日のエートハイム駅、この3週間後に線路が撤去された。

### 交通
アウトバーンのインターチェンジは、ノイエンシュタット（A81号シュトゥットガルト - ヴュルツブルク線）およびネッカーズルム（A6号マンハイム - ニュルンベルク線）にある。
公共の旅客交通機関はヴュルテンベルク鉄道会社が地域路線バスを運行しており、これはハイルブロン＝ホーエンローエ＝ハル近距離交通網に加盟している。最寄りの鉄道駅は、バート・フリードリヒスハル＝ヤクストフェルト駅で、この駅は、フランケン鉄道、ネッカータール鉄道、エルゼンツタール鉄道の乗り継ぎ駅となっている。
1907年に開業したウンテーレ・コッハータール鉄道は、この町の町域を通っていたが、1993年に廃止され、鉄道施設も2006年の初めに撤去された。路線跡は自転車道に利用されている。

### メディア
エートハイムでのニュースは、日刊紙 Heilbronner Stimme の北中部版(NM）に掲載される。

## 引用
1. ↑  Statistisches Landesamt Baden-Württemberg – Bevölkerung nach Nationalität und Geschlecht am 31. Dezember 2023 (CSV-Datei)